# Эдвард де Богун
Эдвард де Богун (англ. Edward de Bohun, ок. 1312 — 10 сентября 1334) — лорд Верховный констебль Англии с 1330, сын Хамфри VIII де Богуна, 4-го графа Херефорда и 3-го графа Эссекса, и английской принцессы Елизаветы Рудланской, дочери короля Англии Эдуарда I и Элеоноры Кастильской.

## Биография
Эдвард был одним из двух сыновей-близнецов Хамфри Богуна и английской принцессы Елизаветы Рудландской, родившийся около 1312 года.
Эдвард был двоюродным братом и близким другом молодого короля Эдуарда III. Он вместе с братьями участвовал в кампании, закончившейся низложением короля Эдуарда II и возведением на английский престол Эдуарда III, а в 1330 году активно участвовал в свержении Роджера Мортимера, 1-го графа Марча, любовника королевы Изабеллы и фактического правителя Англии после свержения Эдуарда II.. По настоянию короля 26 октября 1330 года его старший брат Джон, 5-й граф Херефорд и 4-й граф Эссекс, обладавший слабым здоровьем, был вынужден передать обязанности констебля Англии своему младшему брату Эдварду.
В 1334 году Эдвард участвовал в королевском походе в Шотландию. Во время похода около 10 сентября он попытался спасти упавшего в реку вооружённого воина, но в результате утонул сам. Похоронили Эдварда в родовой усыпальнице в Уолденском аббатстве. Он был женат, но детей не имел. Его жена пережила мужа и была похоронена рядом с ним в Уолденском аббатстве.
Эдуард является одним из действующих лиц исторического романа Мориса Дрюона «Лилия и Лев» цикла «Проклятые короли».

## Брак
Жена: до 26 января 1332 года Маргарет де Рос, дочь Уильяма де Роса, 2-го лорда Роса, и Мод (Матильды) де Во. Детей не было.